# Bataille de Sorauren
Guerre d'indépendance espagnole
Batailles
- San Millan-Osma (06/1813)
- Vitoria (06/1813)
- Tolosa (06/1813)
- Saint-Sébastien (1er) (07/1813)
- Pyrénées (07/1813)
- Maya (07/1813)
- Roncevaux (07/1813)
- Sorauren (07/1813)
- Beunza (07/1813)
- Saint-Sébastien (2e) (08/1813)
- San Marcial (08/1813)
- Bidassoa (10/1813)
- Pampelune (10/1813)
- Nivelle (11/1813)
- Nive (12/1813)

- Garris (02/1814)
- Orthez (02/1814)
- Bayonne (02/1814)
- Toulouse (04/1814)

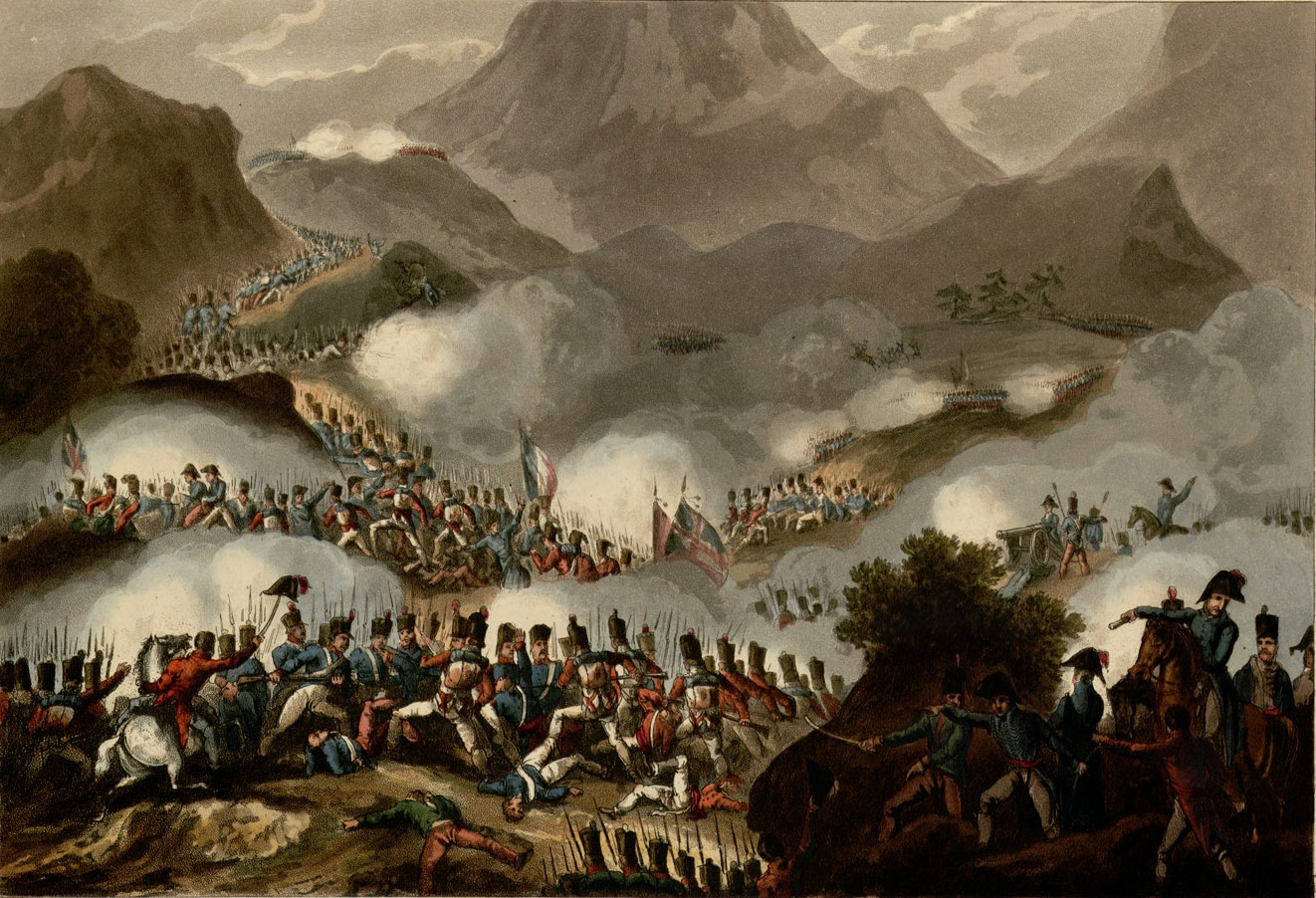

La bataille de Sorauren est un épisode de la Guerre d'indépendance espagnole qui eut lieu les 28 juillet - 1er août 1813 à Sorauren, petit village près de Pampelune, entre l'armée française commandée par Nicolas Jean-de-Dieu Soult, essayant de soulager Saint-Sébastien et l'armée des alliés Anglais, Espagnols et Portugais commandée par Arthur Wellesley de Wellington.

## Contexte
Les forces alliées considérables augmentées en assiégeant Saint-Sébastien et Pampelune, le nouveau commandant en chef français, le maréchal Soult lance trois colonnes pour contre-attaquer par les Pyrénées. Les Français ont d'abord l'avantage, mais l'âpreté du terrain et la résistance opiniâtre des Britanniques et Portugais ralentissent considérablement son avancée.
La colonne principale, d'environ 30 000 hommes sous les ordres de Soult marche sur Sorauren. les forces britanniques bien qu'en infériorité numérique sont solidement campées sur une crête. Le 27 juillet, Wellington inspecte les lignes pour encourager ses troupes. Des renforts doivent arriver le jour suivant.

## La bataille
Sous la crête, le combat est rude et sanglant. Les défenseurs tiennent les Français à distance. Vers midi, les renforts britanniques sont arrivés, portant la force alliée à environ 24 000 hommes. Wellington les envoie contre le flanc droit français. Lorsque ces troupes fraiches atteignent les lignes françaises, Soult commande la retraite. 

## Conséquences
Les Français ont à déplorer la perte de 4 000 hommes, alors que l'armée de Wellington n'en a perdu 2 600.
Deux petites batailles se produisent les deux jours suivants, lorsque les Français essayent de s'interposer entre l'armée de Wellington et les troupes entourant Saint-Sébastien. À Tolosa, le général Hill repousse une tentative. Une retraite de nuit, près de Sorauren, coute encore 3 500 hommes aux Français.
Son élan brisé, Soult se retire en France et se prépare à une imminente offensive britannique. 10 000 hommes sous le commandement du général Vandermaesen manquent d'être encerclés à la première bataille de Vera, mais un manque de soutien des renforts britanniques leur permet de s'échapper.

## Sources
- (en) Cet article est partiellement ou en totalité issu de l’article de Wikipédia en anglais intitulé « Battle of Sorauren » (voir la liste des auteurs).